# Карантоар
Карантоар (фр. Carentoir) насеље је и општина у северозападној Француској у региону Бретања, у департману Морбијан која припада префектури Ван.
По подацима из 2011. године у општини је живело 2739 становника, а густина насељености је износила 46,41 становника/km². Општина се простире на површини од 59,02 km². Налази се на средњој надморској висини од 60 метара (максималној 109 m, а минималној 7 m).

## Демографија
| 1962. | 1968. | 1975. | 1982. | 1990. | 1999. | 2011. |
| ----- | ----- | ----- | ----- | ----- | ----- | ----- |
| 2.312 | 2.435 | 2.355 | 2.556 | 2.495 | 2.544 | 2.739 |

График промене броја становника у току последњих година